# Kurepõllu
Kurepõllu (‘Kraanvogelveld’) is een subdistrict of wijk (Estisch: asum) binnen het stadsdistrict Lasnamäe in Tallinn, de hoofdstad van Estland. De wijk telde 4.170 inwoners op 1 januari 2020. De wijk grenst vanaf het noorden met de wijzers van de klok mee aan de wijken Paevälja, Laagna, Pae, Sikupilli, Uuslinn en Kadriorg.

## Voorzieningen

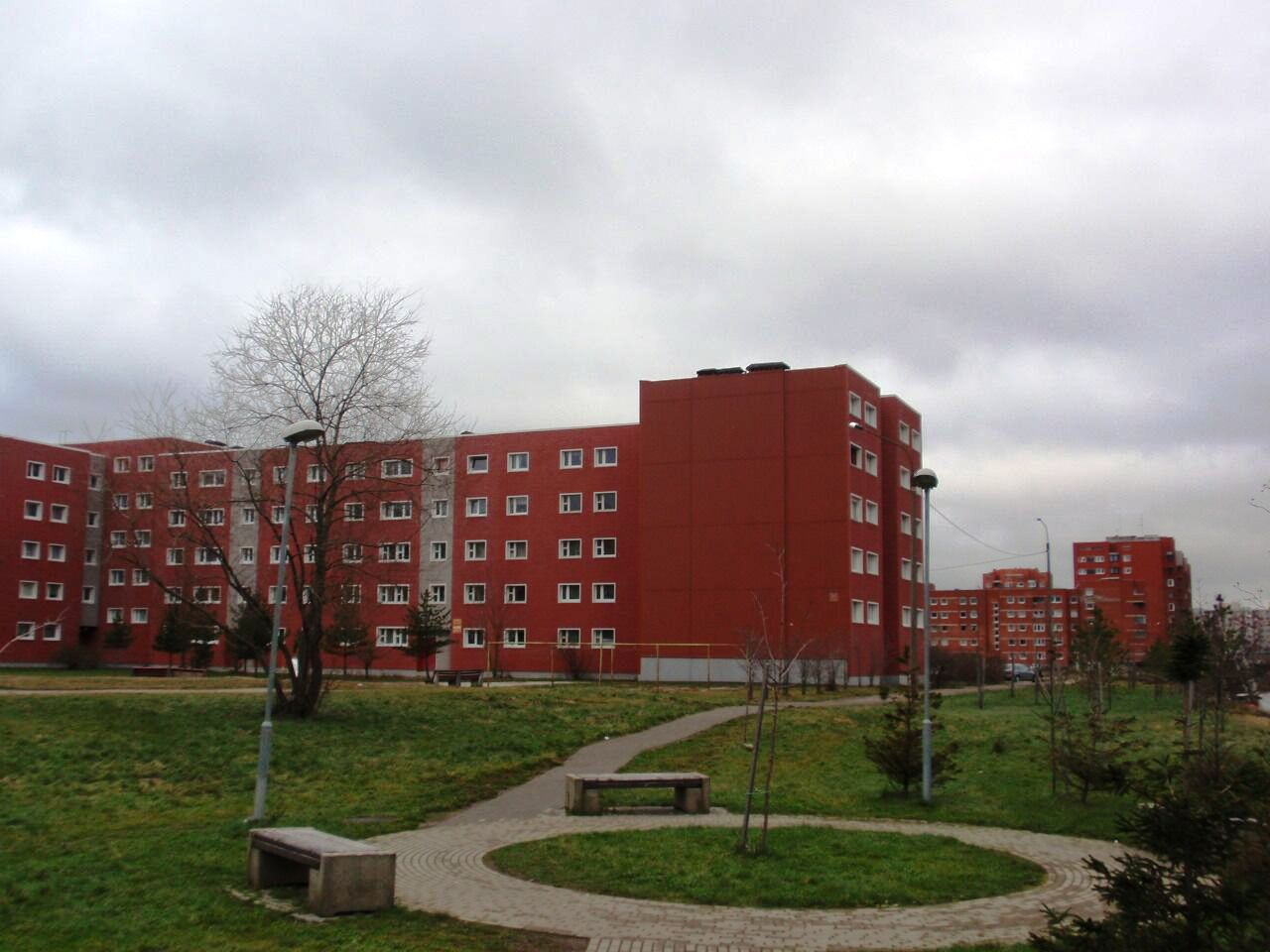
woonblokken aan de Liikuri tänav

Net als vele andere wijken van Lasnamäe was Kurepõllu tot in de jaren zeventig van de 20e eeuw een terrein waar kalksteen werd gewonnen. In de jaren zeventig begonnen de toenmalige Sovjetautoriteiten flatwijken te bouwen voor de vele immigranten van buiten Estland. In de jaren tachtig stopte men daar geleidelijk mee.
De flatwijken kregen alle de vorm van kleine groepjes geprefabriceerde huizenblokken, microdistricten genoemd, die onderling gescheiden waren door doorgaande wegen. Kurepõllu is nog redelijk ruim opgezet, met veel groen tussen de huizenblokken; de buurwijk Pae bijvoorbeeld is veel dichterbevolkt.
In de wijk ligt het stadion van FC Ajax Lasnamäe, dat weinig meer dan een veld van kunstgras is. Voor de toeschouwers zijn alleen geïmproviseerde tribunes en klapstoeltjes beschikbaar.
In Kurepõllu zijn enkele bedrijven gevestigd, waaronder het metaalbedrijf Avena Metall.
Het noordoostelijke deel van de wijk ligt grotendeels braak. Er zijn wel plannen om daar te gaan bouwen.

## Vervoer
De grenzen van de wijken van Tallinn worden gewoonlijk gevormd door grote, doorgaande wegen. Bij Kurepõllu zijn dat de Valge tänav, de Narva Maantee, de Juhan Smuuli tee, de Laagna tee en de Uuslinna tänav. Over de Laagna tee en de Juhan Smuuli tee lopen enkele buslijnen.